# Fredede bygninger i Bornholms Regionskommune
Denne liste over fredede bygninger i Bornholms Regionskommune viser alle fredede bygninger i Bornholms Regionskommune, bortset fra kirker. Listen bygger på data fra Kulturarvsstyrelsen.